# 亨利·斯库曼
亨利·斯库曼（英語：Henri Schoeman，1991年10月3日—），是一名南非铁人三项运动员。他获得2016年奥运会男子铁人三项铜牌，並在2014年英联邦运动会中获得混合接力银牌。他是南非游泳运动员利亞安·斯庫曼的弟弟。斯庫曼在2016年奧運會上獲得的銅牌是南非在該項運動獲得的首枚奧運獎牌。

## 外部連結
- Offizielle Webseite von Henri Schoeman （页面存档备份，存于）
- Profil （页面存档备份，存于） und Resultate （页面存档备份，存于） von Henri Schoeman in der Datenbank der ITU auf Triathlon.org, abgerufen am 3. Januar 2019.